# ألفرد شتوك
ألفرد شتوك (بالألمانية: Alfred Stock) هو كيميائي ألماني عاش بين 16 تمّوز/يوليو 1876 و12 آب/أغسطس 1946.

## حياته
ولد شتوك في غدانسك سنة 1876/ والتي كانت تابعة لبروسيا في ذاك الوقت، وعندما كان عمره سنتين انتقلت عائلته إلى برلين. درس شتوك في جامعة هومبولت في برلين تحت إشراف هيرمان إميل فيشر، حيث حاز سنة 1899 على لقب الدكتوراة. بعد ذلك انتقل إلى باريس حيث عمل مع هنري مواسان، وبعد خمس سنوات حاز على لقب البروفيسور ودرّس في جامعة فروتسواف التقنية.
في سنة 1916 عمل كرئيس قسم وباحث في معهد القيصر فيلهلم للكيمياء، وفي سنة 1921 أصبح مديراً لهذا المعهد.
عانى شتوك في ذلك الوقت من مشاكل صحّية، واتضح بعد التحليل أنّها بسبب تسمّم مزمن بالزئبق، وذلك لعمله على مركّباته. في سنة 1926 انتقل شتوك إلى معهد كارلسروه للتكنولوجيا حيث أصبح بروفيسوراً فيه، ومن عام 1929 أصبح عميداً لذاك المعهد. كان شتوك بين 1936 و1938 مديراً للجمعيّة الكيميائيّة الألمانيّة.
توفي شتوك بعد الحرب العالمية الثانية في سنة 1946 بالقرب من ديساو Dessau.

## أعماله
ركّز شتوك في أبحاثه على الكيمياء اللاعضوية وخاصّة عنصري البورون والسيليكون ومركّباتهما الهيدروجينيّة البوران والسيلان.
من الأهمال المهمّة لشتوك أبحاثه في مجال الكيمياء التسانديّة، كما أنّه كان أوّل من استخدم لفظ Ligand (ربيطة)، والتي اشتقها من الكلمة اللاتينية ligare بمعنى يرتبط، وذلك سنة 1916. كما ينسب إليه نظام شتوك Stock system في تسميّة المركّبات اللاعضويّة، والتي تتضمّن إضافة الأرقام الرومانيّة للإشارة إلى حالة الأكسدة للفلز في المركّبات.
نشر شتوك أكثر من 50 بحثاً عن الزئبق والتسمّم به.

## التقدير
منذ سنة 1950 تمنح جمعية الكيميائيين الألمان جائزة باسمه تدعى جائزة ألفرد شتوك التذكاريّة.